# Ulan-Ude
Ulan-Ude (ryska: Улан-Удэ, burjatiska: Улаан-Үдэ (Ulaan-Üde)) är huvudstaden i delrepubliken Burjatien i södra Sibirien, Ryssland. Den har cirka 430 000 invånare och är belägen strax öster om Bajkalsjön. Genom staden flyter floden Uda som där rinner ut i Selenga. 

Staden grundades 1666 av kosacker och hette då Udinskoje, vilket år 1689 ändrades till Verchneudinsk. Sedan 1899 går Transsibiriska järnvägen genom staden. Den fick det nuvarande namnet 1934. Namnet betyder "röda Uda" på burjatiska, ett kommunistiskt färgat namn och gest till det lokala språket.

## Administrativ indelning
Ulan-Ude är indelad i tre stadsdistrikt:
| Stadsdistrikt     | Invånarantal 9 oktober 2002 | Invånarantal 14 oktober 2010 | Invånarantal 1 januari 2015 |
| ----------------- | --------------------------- | ---------------------------- | --------------------------- |
| Oktiabrskij       | 171 547                     | 179 100                      | 190 731                     |
| Sovetskij         | 51 395                      | 81 840                       | 89 991                      |
| Zjeleznodorozjnyj | 136 449                     | 143 486                      | 145 928                     |
| TOTALT            | 359 391                     | 404 426                      | 426 650                     |

Fram till 2009 administrerade Ulan-Ude några separata orter utanför själva centralorten, bland annat Zaretjnyj och Sokol, samt vissa landsbygdsområden. Dessa orter och områden har nu slagits hop med centrala Ulan-Ude (i huvudsak med distriktet Sovetskij). Det som motsvarar dagens stadsgräns hade 386 880 invånare 2002.

## Bilder

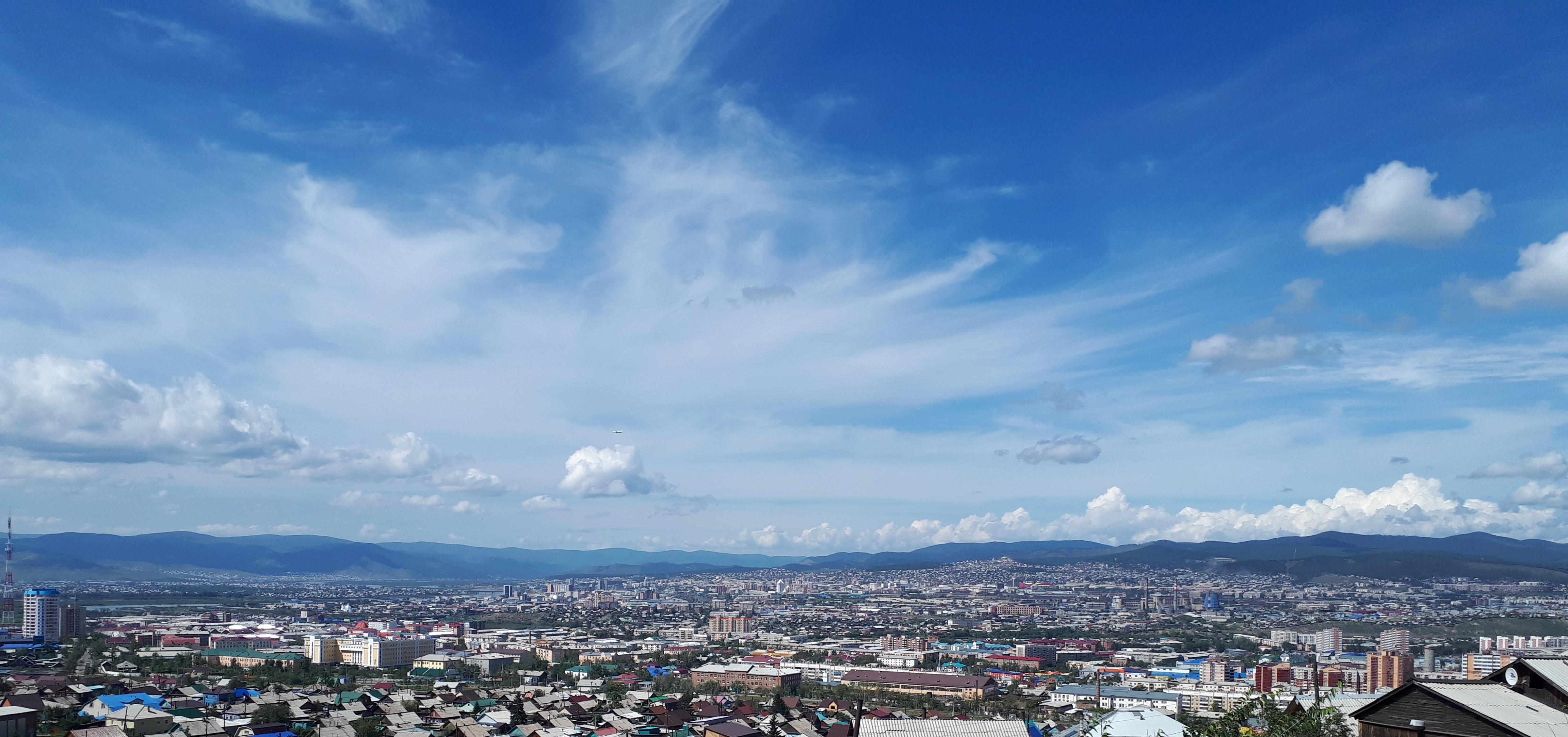
Vy över Ulan-Ude från berget Komushka.
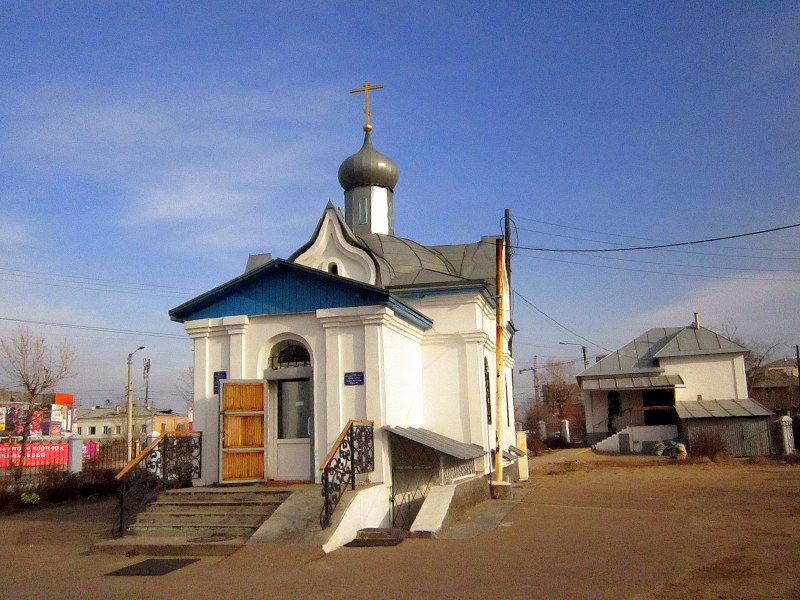
Den heliga stora martyren Barbaras kapell i Ulan-Ude.
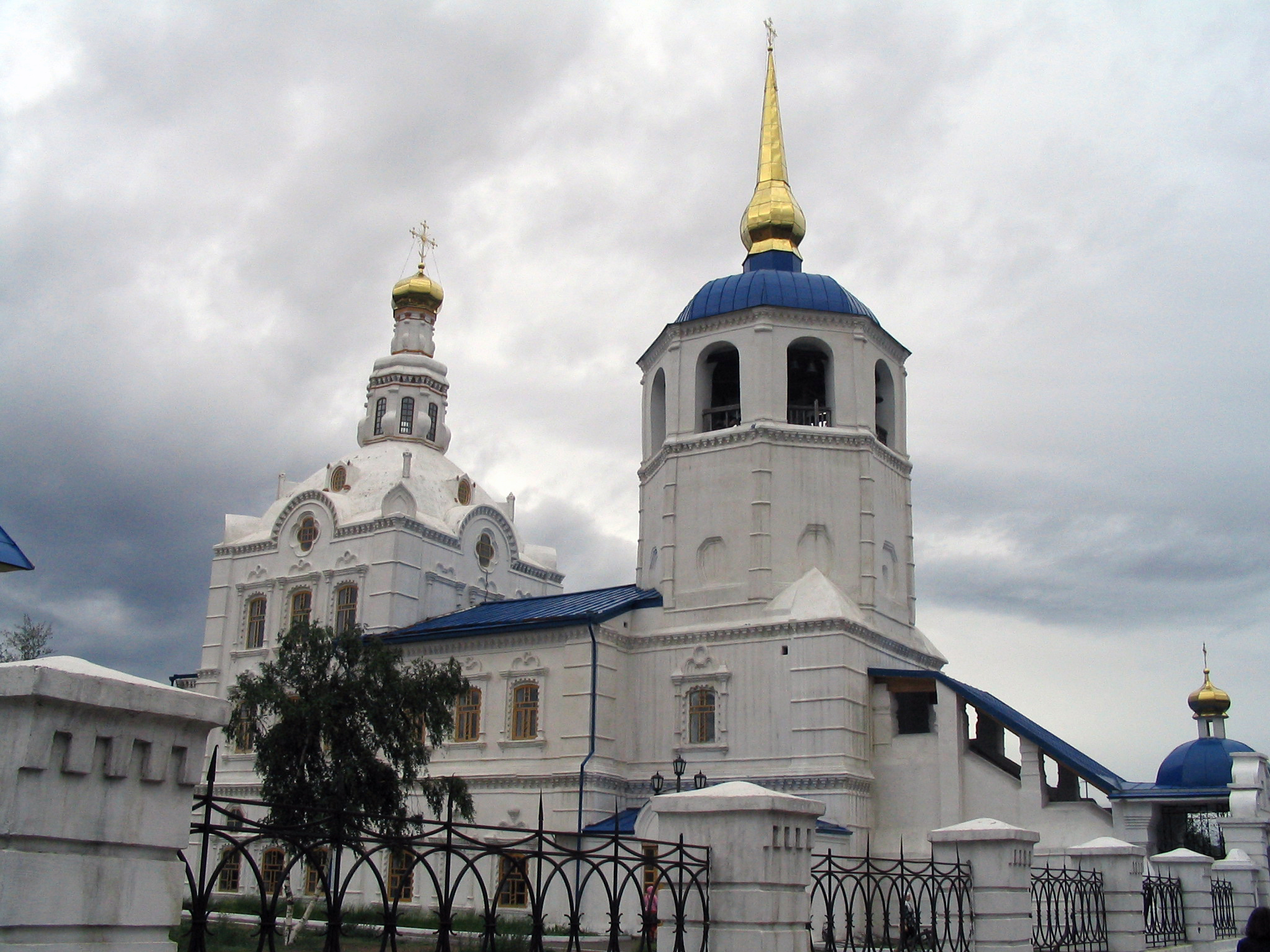
Odigitrijevskijkatedralen i Ulan-Ude.
Världens största huvud av Lenin finns i Ulan-Ude.